# Nicole Saunier
Nicole Saunier (* 13. Februar 1947) ist eine französische Filmeditorin.

## Leben
Nicole Saunier fertigte Anfang der 1970er Jahre ihre ersten Filmschnitt-Arbeiten mit zwei Thrillern von Philippe Labro unter den Titeln Neun im Fadenkreuz (1971) und Der Erbe (1973). 1980 begann ihre vielfache, bis 2003 währende Zusammenarbeit mit Regisseur Claude Zidi. Saunier kam als Editorin bei zahlreichen seiner Filmkomödien zum Einsatz, so etwa bei Glückwunsch … mal wieder sitzengeblieben (1980) und Inspektor Loulou – Die Knallschote vom Dienst (1980) mit Coluche und Gérard Depardieu in den Hauptrollen.
Für Zidis Gaunerkomödie  Die Bestechlichen (1984) gewann Saunier den französischen Filmpreis César in der Kategorie Bester Schnitt. Auch an den Fortsetzungen Gauner gegen Gauner (1990) und Die Bestechlichen 3 – Rückkehr eines Gauners (2003) war Saunier beteiligt. Unter Zidis Regie war Saunier auch bei der Comic-Adaption Asterix und Obelix gegen Caesar (1999) für den Schnitt zuständig. Mehrfach arbeitete sie auch mit der Regisseurin Joyce Buñuel zusammen, wie bei dem Tanzfilm Salsa & Amor (2000). Beim französischen Fernsehen arbeitete Saunier über die Jahre unter anderem an sechs Folgen der seinerzeit in Frankreich sehr erfolgreichen Krimireihe Julie Lescaut.

## Filmografie (Auswahl)
- 1971: Neun im Fadenkreuz (Sans mobile apparent)
- 1978: Sale rêveur
- 1980: Glückwunsch … mal wieder sitzengeblieben (Les sous-doués)
- 1980: The Mad Mustangs
- 1980: Inspektor Loulou – Die Knallschote vom Dienst (Inspecteur la Bavure)
- 1982: Glückwunsch II – Die Lümmel machen Ferien (Les sous-doués en vacances)
- 1983: Der Herzensbrecher (Le bourreau des cœurs)
- 1983: Ticket ins Chaos (Banzaï)
- 1984: Die Bestechlichen (Les ripoux)
- 1987: Der unwiderstehliche Charme des Geldes (Association de malfaiteurs)
- 1987: Zwei halbe Helden (Fucking Fernand)
- 1988: Big Man – Der große Coup (Big Man: 395 dollari l’oncia)
- 1990: Gauner gegen Gauner (Ripoux contre ripoux)
- 1990: Bettkarriere (Promotion canapé)
- 1991: Plaisir d’amour
- 1991: Der Joker und der Jackpot (La totale!)
- 1993: Doppelte Tarnung (Profil bas)
- 1994: Maigret – Maigret se trompe (TV-Reihe, eine Folge)
- 1995–2005: Julie Lescaut (TV-Reihe, sechs Folgen)
- 1996: Wo geht’s zur Hochzeit meiner Frau? (Ma femme me quitte)
- 1997: Frank – Was sie schon immer über Heiratsschwindel wissen wollten (Arlette)
- 1999: Asterix und Obelix gegen Caesar (Astérix et Obélix contre César)
- 2000: Salsa & Amor (Salsa)
- 2003: Die Bestechlichen 3 – Rückkehr eines Gauners (Ripoux 3)
- 2004: SoeurThérèse.com (TV-Serie, zwei Folgen)
- 2006: Camping
- 2006–2011: Une famille formidable (TV-Serie, zehn Folgen)
- 2007: Law & Order Paris (TV-Serie, zwei Folgen)
- 2008: Marie et Madeleine (TV-Film)
- 2014: Marge d’erreur (TV-Film)
- 2014: Un homme d’État

## Auszeichnungen
- 1985: César in der Kategorie Bester Schnitt für Die Bestechlichen